# Bouzov
Bouzov (en allemand : Busau) est une commune du district et de la région d'Olomouc, en Tchéquie. Sa population s'élevait à 1 502 habitants en 2020.

## Géographie
Bouzov se trouve à 9 km au sud-sud-ouest de Mohelnice, à 29 km à l'ouest-nord-ouest d'Olomouc, à 100 km à l'ouest-sud-ouest d'Ostrava et à 181 km à l'est-sud-est de Prague.
La commune est limitée par Pavlov et Loštice au nord, par Palonín et Bílá Lhota à l'est, par Slavětín au sud-est, par Luká, Hvozd et Ludmírov au sud, et par Vysoká, Hartinkov et Vranova Lhota à l'ouest.

## Histoire
La première mention écrite de la localité date de 1317.

## Administration
La commune se compose de quatorze sections :
- Bouzov
- Bezděkov
- Blažov
- Doly
- Hvozdečko
- Jeřmaň
- Kadeřín
- Kovářov
- Kozov
- Obectov
- Olešnice
- Podolí
- Svojanov